# Valzin en Petite Montagne
Valzin en Petite Montagne é uma comuna francesa na região administrativa da Borgonha-Franco-Condado, no departamento de Jura. Estende-se por uma área de 26.38 km². Em 2010 a comuna tinha 504 habitantes (densidade: 19,1 hab./km²).
Foi criada em 1 de janeiro de 2017, a partir da fusão das antigas comunas de Légna (sede da comuna), Chatonnay, Fétigny e Savigna.